# Chalarus orientalis
Chalarus orientalis är en tvåvingeart som beskrevs av Jervis 1985. Chalarus orientalis ingår i släktet Chalarus och familjen ögonflugor.
Artens utbredningsområde är Myanmar. Inga underarter finns listade i Catalogue of Life.